# Great Witchingham
Great Witchingham är en civil parish i Storbritannien.   Den ligger i grevskapet Norfolk och riksdelen England, i den sydöstra delen av landet, 160 km nordost om huvudstaden London. Antalet invånare är 564. Arean är 9,1 kvadratkilometer. Great Witchingham gränsar till Reepham.
Terrängen i Great Witchingham är mycket platt.